# Budča
Budča (bis 1927 slowakisch „Buča“; deutsch Butsch, ungarisch Zólyombúcs – bis 1907 Búcs) ist eine Gemeinde im Okres Zvolen innerhalb des Banskobystrický kraj in der Slowakei mit etwa 1200 Einwohnern.

## Geographie
Die Gemeinde liegt im engen Tal des Flusses Hron am Bach Turová, dessen Mündung in den Hron südlich des Ortes liegt und befindet sich nur sechs Kilometer westlich der Stadt Zvolen.

## Geschichte
Budča wurde zum ersten Mal 1254 als Bucha erwähnt und war ursprünglich von Freibauern bewohnt, gelang aber im 14. Jahrhundert zur Herrschaft der Burg Dobrá Niva. Im 16. und 17. Jahrhundert war sie mehrmals durch osmanische Angriffe sowie Besetzungen in der Zeit der antihabsburgischen Aufstände in Mitleidenschaft gezogen.

## Bevölkerung
| Jahr                | 1994 | 2004     | 2014    | 2024    |
| ------------------- | ---- | -------- | ------- | ------- |
| Anzahl der Personen | 979  | 1181     | 1295    | 1370    |
| Unterschied         |      | +20,63 % | +9,65 % | +5,79 % |

| Jahr                | 2023 | 2024    |
| ------------------- | ---- | ------- |
| Anzahl der Personen | 1379 | 1370    |
| Unterschied         |      | −0,65 % |